# 苏文建
苏文建（9世纪—？），唐朝末年将领。最初为禁军翊卫，四次担任指挥使。
唐昭宗乾宁二年（895年），河东节度使李克用讨伐拥兵逼宫的静难节度使王行瑜和凤翔节度使李茂贞，七月，败王行瑜弟匡国军节度使王行约，王行约弃军部同州出走。苏文建被任为匡国军节度使。十月，李克用克宁州，奏请以苏文建为静难节度使，暂治宁州，招抚降人。十一月，王行瑜弃军部邠州出走，李克用入邠州，上奏敦促苏文建赴任。王行瑜为部下所杀。昭义节度使李罕之见王行瑜已灭，请求为静难节度使，李克用称自己已上奏请苏文建就任，不可以反复而为朝野所非议。苏文建加同平章事。
李克用请求彻底消灭李茂贞，但唐昭宗担心此后李克用无人可制危及朝廷，没有答应。于是李克用领兵回本镇，而李茂贞骄横如故，多据河西州县，三年（896年）九月，李思谏被任为静难节度使，可见苏文建已非静难节度使，很可能系被李茂贞驱逐而失位，而李思谏也因静难被李茂贞控制而并未赴任。四年（897年）三月，昭宗改感义军为昭武军，治利州，以苏文建为节度使。当时利州正在西川节度使王建与李茂贞之间数次易手，未详苏文建是否赴任。苏文建后事无载。